# Чёрная (приток Тагила)
Чёрная — река в Свердловской области (Россия), к юго-западу от Нижнего Тагила.

## География
Река Чёрная берёт начало в массиве Весёлые горы, и течёт преимущественно на юго-восток, принимая ряд небольших притоков, в частности Бобровку (справа) и реку Сухую (слева). Далее впадает в Верхний Прудок, имеющий два выпуска воды. Из него часть воды Чёрной по системе гидротехнических сооружений поступает в Черноисточинское водохранилище. Эта система, созданная в середине XIX века для водоснабжения Черноисточинского железоделательного завода, включает канал — так называемую Ушковскую канаву, по которой вода поступает сначала в водохранилище, также называемое Ушковская Канава, затем в Черноисточинское водохранилище. По основному же руслу из Верхнего пруда Чёрная течет на юг, принимая слева приток — реку Яланку, затем на восток, принимая справа приток Чёрный Исток, вытекающий из Черноисточинского водохранилища. На этом участке река протекает по северной окраине посёлка Черноисточинск. На некоторых картах участок русла Чёрной от Верхнего пруда до впадения Чёрного Истока носит название Яланки, а вытекающая из водохранилища река Чёрный Исток подписывается как Чёрная — то есть, основным руслом Чёрной принимается Ушковская канава. Далее река, разделённая на большей части этого участка русла на два рукава, имеющие множество протоков и стариц, течёт на восток и впадает в реку Тагил слева, в 323 км от его устья.
Длина реки составляет 33 км. Площадь водосборного бассейна — 430 км².

## Данные водного реестра
По данным государственного водного реестра России, река Чёрная относится к Иртышскому бассейновому округу, водохозяйственный участок реки — Чёрная от истока до Черноисточинского гидроузла, речному подбассейну реки Тобол; речному бассейну реки Иртыш.
Код объекта в государственном водном реестре — 14010501312111200005189